# FDGB-Pokal 1977 (Badminton)

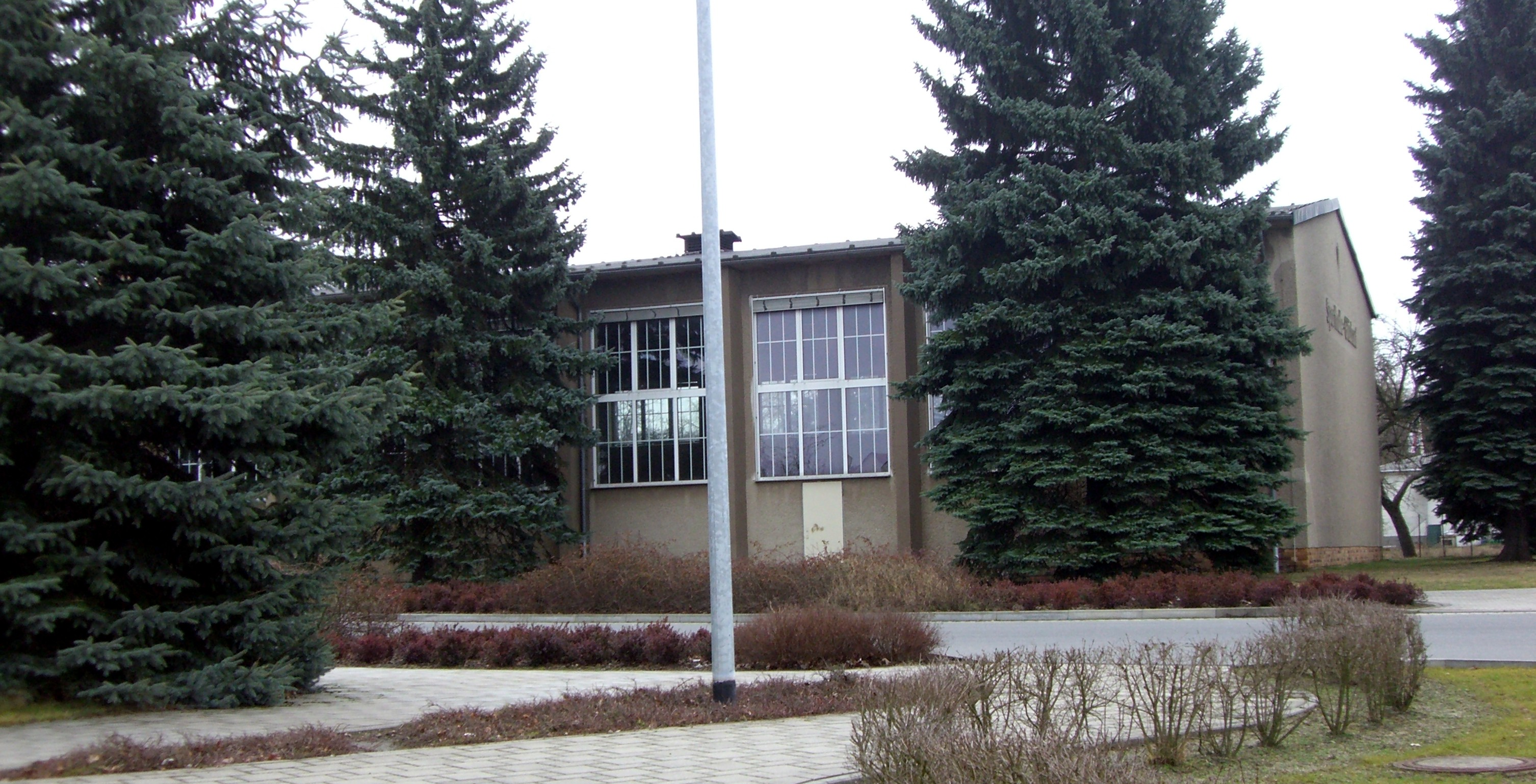
Bild der genutzten Sporthalle von Tröbitz bei den Pokalspielen.

Der FDGB-Pokal im Badminton 1977 war die siebente Auflage dieses Wettbewerbs. Die Endrunde dazu fand am 7. und 8. Mai 1977 in der Sporthalle Glückauf in Tröbitz statt. Gewinner dieser Ausgabe des FDGB-Pokals wurde Einheit Greifswald, welches im entscheidenden Spiel Fortschritt Tröbitz mit 7:4 bezwingen konnte.

## Ergebnisse
- Einheit Greifswald – Rotation Erfurt: 11:0 (22:0, 317:97)
- Lok RAW Cottbus – Rotation Erfurt: 8:3 (17:9, 296:247)
- Einheit Greifswald – Lok RAW Cottbus: 11:0 (22:2, 337:97)
- Einheit Greifswald – Fortschritt Tröbitz: 7:4 (16:9, 311:264)

## Endstand
| Platz | Mannschaft          |
| ----- | ------------------- |
| 1.    | Einheit Greifswald  |
| 2.    | Fortschritt Tröbitz |
| 3.    | Lok RAW Cottbus     |
| 4.    | Rotation Erfurt     |